# Орден Белого слона
Орден Белого слона (тайск. เครื่องราชอิสริยาภรณ์ อันเป็นที่เชิดชูยิ่ง ช้างเผือก — Священнейший орден Белого слона) — государственная награда Королевства Таиланд, орден, присуждаемый за военные и гражданские заслуги.

## История

Флаг Сиама

Орден Белого слона — королевскую награду с изображением символа Сиама — учредил в 1861 году король Рама IV Монгкут.

В 1869 году его преемник, король-реформатор Рама V Чулалонгкорн, изменил статут ордена, в результате чего награда получила 5 степеней (по примеру французского Ордена Почётного легиона), а также была учреждена медаль ордена (двух степеней).

Впоследствии орден был сохранён в качестве государственной награды Таиланда (с 1939 года).

## Статут

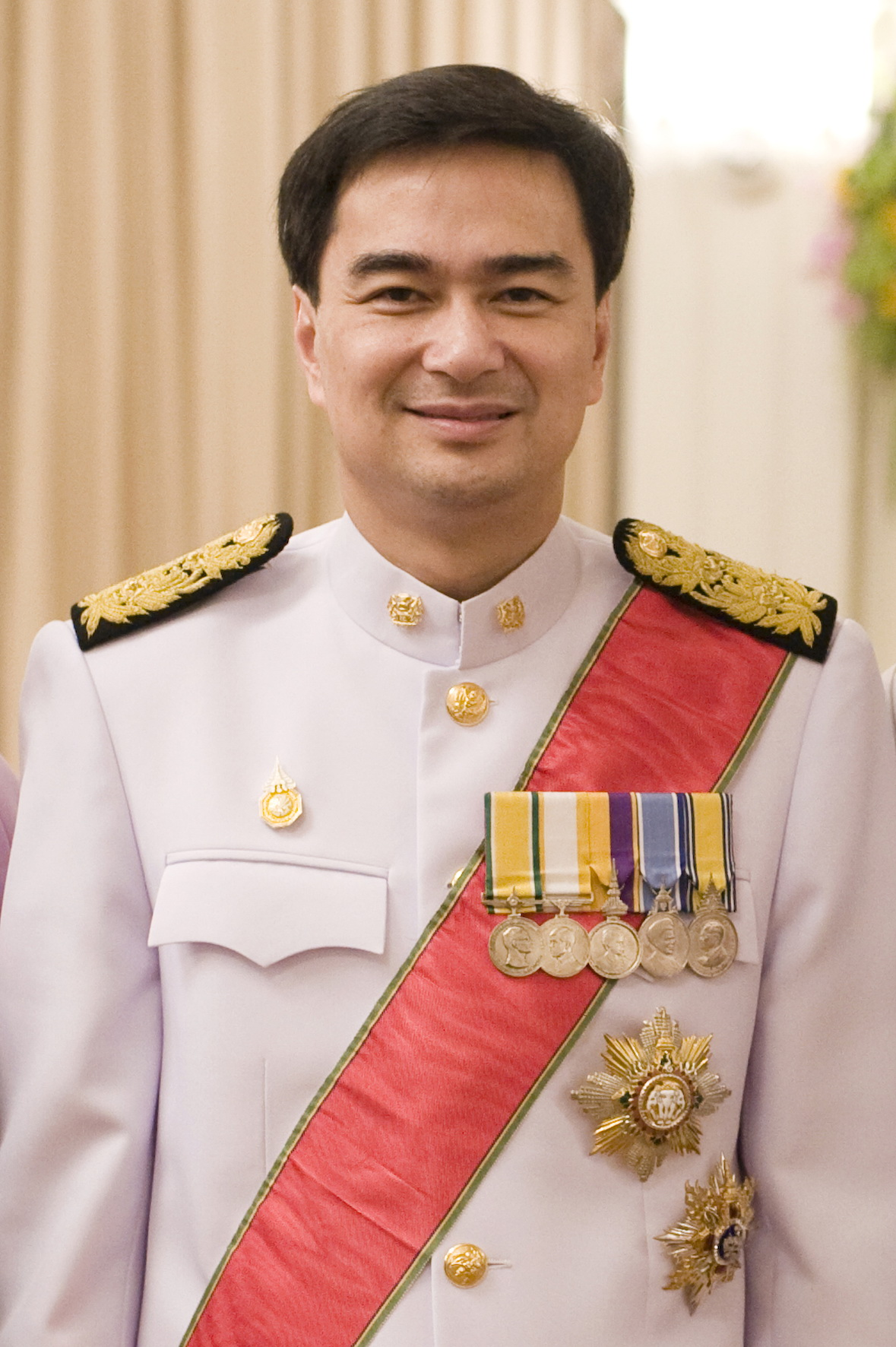
Большая лента и звезда ордена (верхняя) на мундире премьер-министра Таиланда (2010)

Орденом от имени короля награждаются военные и гражданские, мужчины и женщины, тайские подданные и иностранцы за заслуги перед Королевством Таиланд.

Степень достоинства (класс ордена) зависят от статуса награждаемого лица.

Высшими должностными лицами ордена являются: Глава ордена — суверен Таиланда (правящий король), гроссмейстер (обычно один из старших наследных принцев), канцлер и секретарь.

Количество членов ордена, удостоенных наград специального, I, II и III классов, ограничено.

## Классы

### Специальный класс
— Рыцарь Большой ленты — для награждения лиц, имеющих звание генерала или равный ему ранг.

Рыцарь Большой ленты носит знак ордена на шейной орденской цепи (без ленты) или шёлковую орденскую ленту-перевязь шириной 10 см через левое плечо со знаком ордена у правого бедра, звезду ордена на левой стороне груди, а в особо торжественных случаях носят поверх униформы (костюма) шитую золотом красную шёлковую мантию ниже колен с очень широкими рукавами с вышитым золотом на левой стороне груди изображением звезды ордена.

### Первый класс
— Рыцарь Большого креста — для награждения лиц, имеющих звание генерал-майора или равный ему ранг.

Рыцарь Большого креста носит шёлковую орденскую ленту-перевязь шириной 10 см через правое плечо со знаком ордена у левого бедра, и звезду I класса на левой стороне груди.

### Второй класс
— Рыцарь-командор — для награждения лиц, имеющих звание полковника или равный ему ранг.

Рыцарь-командор носит звезду II класса на левой стороне груди и знак ордена на шейной ленте шириной 4 см, дама-командор — звезду II класса (несколько меньшего размера) и знак ордена на банте с розеткой у левого плеча.

### Третий класс
— Командор — для награждения лиц, имеющих звание подполковника или равный ему ранг.

Командор носит знак III класса (идентичен знаку II класса) на шейной ленте шириной 4 см, леди-командор — на банте с розеткой у левого плеча.

### Четвёртый класс
— Офицер — для награждения лиц, имеющих звание капитана или равный ему ранг.

Офицеры носят знак IV класса на ленте с розеткой на левой стороне груди, дамы — на банте с розеткой у левого плеча.

### Пятый класс
— Кавалер — для награждения лиц, имеющих звание второго лейтенанта или равный ему ранг.

Кавалеры носят знак V класса на ленте без розетки на левой стороне груди, леди — на банте без розетки у левого плеча.

### Медали ордена
— Золотая медаль и Серебряная медаль находятся вне классов Ордена Белого слона и вручаются лицам, статус которых, в соответствии со статутом, не допускает награждения их этим орденом (военным, не имеющим офицерского звания, низшим чиновникам и другим).

Медаль носится на орденской ленте без розетки, мужчинами — на левой стороне груди, женщинами — у левого плеча.